# Campeonato Mundial de Atletismo de 2023 - 100 m feminino
A disputa na modalidade 100 metros rasos feminino no Campeonato Mundial de Atletismo de 2023 fora realizada nos dias 20 e 21 de agosto no Centro Atlético Nacional em Budapeste, na Hungria. Ao todo, 56 corredoras de 38 Comitês Olímpicos Nacionais estavam previstas a participarem do evento.

## Resumo
Nesta prova havia cinco das oito mais rápidas marcas de todos os tempos nesta prova: a #3 e atual campeã, Shelly-Ann Fraser-Pryce; =#5 Shericka Jackson, líder mundial em 2023; #7 Sha'Carri Richardson; e #8 Marie-Josée Ta Lou. Claramente não haveria espaço suficiente no pódio. Nas semifinais, Jackson, Richardson e Ta Lou ficaram todas na segunda semifinal, com apenas duas eliminações automáticas. Jackson e Ta Lou terminaram empatadas virtualmente com 10s 79, deixando Richardson esperando os próximos resultados. Sua marca de 10s 84 não fora batida, por conta disso, como terminou em terceiro nas semifinais, recebeu uma pista externa na final.
Na final, a atleta qualificada com o tempo mais lento, Ewa Swoboda, obteve a melhor largada, todavia, a disputa começara bastante equilibrada, com execção de Richardson, que estava um pouco atrás. "Mommy Rocket" Fraser-Pryce não teve seu típico início dominante. Nos 30 metros seguintes, Fraser-Pryce, Jackson e Swoboda estabeleceram uma ligeira vantagem em comparação ao resto das competidoras. Na pista 9, Richardson correu atrás da distância estabelecida desde o início empatando com Ta Lou e Swoboda. A 40 metros da linha de chegada, Jackson estabeleceu uma leve vantagem sobre Fraser-Pryce, mas Swoboda não ficou para trás. Atrás delas, Julien Alfred, Ta Lou e Richardson surgiram aproximando-se da chegada, as duas atletas jamaicanas se concentraram uma na outra no centro da pista enquanto Richardson superava Asher-Smith, Swoboda, Ta Lou, Fraser-Pryce e finalmente Jackson a 15 metros da chegada. Richardson cruzou a linha com os braços estendidos e saiu vitoriosa por 0,07 segundos, seguida por Jackson em 2º e a atual campeã mundial, Fraser-Pryce em 3º. Richardson não apenas venceu o Campeonato Mundial, como também bateu o recorde do campeonato de Fraser-Pryce e empatou com Marion Jones e o tempo de Jackson no início da temporada como o 5º melhor de todos os tempos.

## Recordes
Antes da competição os recordes eram os seguintes:
| Recorde                                       | Atleta & CON                   | Marca | Localidade                   | Data                  |
| --------------------------------------------- | ------------------------------ | ----- | ---------------------------- | --------------------- |
| Recorde mundial                               | Florence Griffith-Joyner (USA) | 10.49 | Indianápolis, Estados Unidos | 16 de julho de 1988   |
| Recorde do campeonato                         | Shelly-Ann Fraser-Pryce (JAM)  | 10.67 | Eugene, Estados Unidos       | 17 de julho de 2022   |
| Recorde do ano                                | Shericka Jackson (JAM)         | 10.65 | Kingston, Jamaica            | 7 de julho de 2023    |
| Recorde da África                             | Marie-Josée Ta Lou (CIV)       | 10.72 | Monte Carlo, Mónaco          | 10 de agosto de 2022  |
| Recorde da Ásia                               | Xuemei Li (CHN)                | 10.79 | Xangai, China                | 18 de outubro de 1997 |
| Recorde da América do Norte, Central e Caribe | Florence Griffith-Joyner (USA) | 10.49 | Indianápolis, Estados Unidos | 16 de julho de 1988   |
| Recorde da América do Sul                     | Rosângela Santos (BRA)         | 10.91 | Londres, Reino Unido         | 6 de agosto de2017    |
| Recorde da Europa                             | Christine Arron (FRA)          | 10.73 | Budapeste, Hungria           | 19 de agosto de1998   |
| Recorde da Oceania                            | Zoe Hobbs (NZL)                | 10.96 | La Chaux-de-Fonds, Suíça     | 2 de julho de 2023    |

Os seguinte recordes foram estabelecidos durante esta competição:
| Recorde               | Marca | Atleta               | CON | Data                 |
| --------------------- | ----- | -------------------- | --- | -------------------- |
| Recorde do campeonato | 10.65 | Sha'Carri Richardson | USA | 21 de agosto de 2023 |
| = Recorde do ano      | 10.65 | Sha'Carri Richardson | USA | 21 de agosto de 2023 |

## Medalhistas
| Ouro                                  | Prata                      | Bronze                            |
| Sha'Carri Richardson · Estados Unidos | Shericka Jackson · Jamaica | Shelly-Ann Fraser-Pryce · Jamaica |

## Tempo de qualificação
O tempo de qualificação para qualificar-se automaticamente a prova foi de 11,08 segundos.

## Calendário
A programação do evento, no horário local (UTC+2), era a seguinte:
| Data         | Horário | Rodada        |
| ------------ | ------- | ------------- |
| 20 de agosto | 12:10   | Eliminatórias |
| 20 de agosto | 20:35   | Semifinais    |
| 21 de agosto | 21:50   | Final         |

## Resultados

### Eliminatórias
As eliminatórias foram disputadas no dia 19 de agosto, com as 56 atletas qualificadas sendo divididas em 7 baterias contendo 8 atletas cada. As 3 primeiras atletas de cada bateria ( Q ) e as próximas 3 mais rápidas ( q ) qualificaram-se às semifinais. Os resultados oficiais foram os seguintes:
| Pos. | Bateria | Corredora                | CON                    | Tempo | Notas                |
| ---- | ------- | ------------------------ | ---------------------- | ----- | -------------------- |
| 1    | 5       | Sha'Carri Richardson     | Estados Unidos         | 10.92 | Q                    |
| 2    | 3       | Ewa Swoboda              | Polónia                | 10.98 | Q                    |
| 3    | 1       | Julien Alfred            | Santa Lúcia            | 10.99 | Q                    |
| 4    | 2       | Brittany Brown           | Estados Unidos         | 11.01 | Q                    |
| 5    | 7       | Shelly-Ann Fraser-Pryce  | Jamaica                | 11.01 | Q                    |
| 6    | 5       | Natasha Morrison         | Jamaica                | 11.02 | Q                    |
| 7    | 1       | Daryll Neita             | Reino Unido            | 11.03 | Q                    |
| 8    | 2       | Dina Asher-Smith         | Reino Unido            | 11.04 | Q                    |
| 9    | 3       | Tamari Davis             | Estados Unidos         | 11.06 | Q                    |
| 10   | 4       | Shericka Jackson         | Jamaica                | 11.06 | Q                    |
| 11   | 7       | Mujinga Kambundji        | Suíça                  | 11.08 | Q                    |
| 12   | 6       | Marie-Josée Ta Lou       | Costa do Marfim        | 11.08 | Q                    |
| 13   | 1       | Gina Bass                | Gâmbia                 | 11.10 | Q                    |
| 14   | 3       | N'Ketia Seedo            | Países Baixos          | 11.11 | Q,                   |
| 15   | 6       | Shashalee Forbes         | Jamaica                | 11.12 | Q                    |
| 16   | 5       | Zaynab Dosso             | Itália                 | 11.14 | Q, =                 |
| 17   | 7       | Zoe Hobbs                | Nova Zelândia          | 11.14 | Q                    |
| 18   | 4       | Michelle-Lee Ahye        | Trinidad e Tobago      | 11.16 | Q,                   |
| 19   | 3       | Rani Rosius              | Bélgica                | 11.18 | q,                   |
| 19   | 6       | Boglárka Takács          | Hungria                | 11.18 | Q                    |
| 21   | 4       | Gina Lückenkemper        | Alemanha               | 11.21 | Q                    |
| 22   | 4       | Rosemary Chukwuma        | Nigéria                | 11.24 | q                    |
| 23   | 1       | Géraldine Frey           | Suíça                  | 11.26 | q                    |
| 24   | 5       | Maboundou Koné           | Costa do Marfim        | 11.26 |                      |
| 25   | 2       | Jaël Bestué              | Espanha                | 11.28 | Q                    |
| 26   | 7       | Lorène Dorcas Bazolo     | Portugal               | 11.29 |                      |
| 27   | 7       | Khamica Bingham          | Canadá                 | 11.29 |                      |
| 28   | 3       | Murielle Ahouré-Demps    | Costa do Marfim        | 11.29 |                      |
| 29   | 3       | Leah Bertrand            | Trinidad e Tobago      | 11.32 |                      |
| 30   | 5       | Krystsina Tsimanouskaya  | Polónia                | 11.32 |                      |
| 31   | 2       | Veronica Shanti Pereira  | Singapura              | 11.33 |                      |
| 32   | 2       | Halle Hazzard            | Granada                | 11.34 | Recorde da temporada |
| 33   | 6       | Patrizia van der Weken   | Luxemburgo             | 11.38 |                      |
| 34   | 4       | Olivia Fotopoulou        | Chipre                 | 11.38 |                      |
| 35   | 1       | Delphine Nkansa          | Bélgica                | 11.40 |                      |
| 36   | 6       | Bree Masters             | Austrália              | 11.43 |                      |
| 36   | 7       | Rebekka Haase            | Alemanha               | 11.43 |                      |
| 38   | 6       | Magdalena Stefanowicz    | Polónia                | 11.43 |                      |
| 39   | 5       | Torrie Lewis             | Austrália              | 11.45 |                      |
| 40   | 6       | Arialis Gandulla         | Portugal               | 11.47 |                      |
| 41   | 1       | Ángela Gabriela Tenorio  | Equador                | 11.52 |                      |
| 42   | 4       | Vitoria Cristina Rosa    | Brasil                 | 11.57 |                      |
| 43   | 4       | Natacha Ngoye Akamabi    | República do Congo     | 11.60 |                      |
| 44   | 1       | Fasihi Farzaneh          | Irão                   | 11.63 |                      |
| 45   | 7       | Arisa Kimishima          | Japão                  | 11.73 |                      |
| 46   | 3       | Mudhawi Alshammari       | Kuwait                 | 11.93 |                      |
| 47   | 2       | Salomé Kora              | Suíça                  | 12.18 |                      |
| 48   | 4       | Kesaia Boletakanakandavu | Fiji                   | 12.46 | Recorde pessoal      |
| 49   | 3       | Silina Pha Aphay         | Laos                   | 12.67 |                      |
| 50   | 2       | Chloe David              | Vanuatu                | 12.88 |                      |
| 51   | 1       | Zarinae Sapong           | Marianas Setentrionais | 13.04 | Recorde da temporada |
| 52   | 6       | Jovita Arunia            | Ilhas Salomão          | 13.20 | Recorde da temporada |
| 53   | 5       | Sydney Francisco         | Palau                  | 13.48 | Recorde pessoal      |
| 54   | 7       | Yara Ahmed Abuljadayel   | Arábia Saudita         | 13.54 |                      |
| 55   | 5       | Imani Lansiquot          | Reino Unido            | DSQ   | TR 16.8              |
| 55   | 2       | Yunisleidy García        | Cuba                   | DSQ   | TR 16.8              |

### Semifinais
As semifinais foram disputadas no dia 21 de agosto, com as 24 atletas envolvidas sendo divididas em 3 baterias contendo 8 atletas cada (usando às pistas 2 a 9) ( Q ) e próximos 2 mais rápidas ( q ) qualificaram-se à final. O resultado oficial final fora o seguinte:
Vento: Bateria 1: −0.4 m/s, Bateria 2: −0.4 m/s, Bateria 3: −0.1 m/s.
| Pos. | Bateria | Raia | Corredora               | CON               | Tempo | Notas                |
| ---- | ------- | ---- | ----------------------- | ----------------- | ----- | -------------------- |
| 1    | 2       | 7    | Marie-Josée Ta Lou      | Costa do Marfim   | 10.79 | Q                    |
| 1    | 2       | 5    | Shericka Jackson        | Jamaica           | 10.79 | Q                    |
| 3    | 2       | 6    | Sha'Carri Richardson    | Estados Unidos    | 10.84 | q                    |
| 4    | 1       | 7    | Shelly-Ann Fraser-Pryce | Jamaica           | 10.89 | Q                    |
| 5    | 3       | 5    | Julien Alfred           | Santa Lúcia       | 10.92 | Q                    |
| 6    | 3       | 4    | Brittany Brown          | Estados Unidos    | 10.97 | Q                    |
| 7    | 1       | 6    | Tamari Davis            | Estados Unidos    | 10.98 | Q                    |
| 8    | 1       | 5    | Ewa Swoboda             | Polónia           | 11.01 | q                    |
| 8    | 3       | 7    | Dina Asher-Smith        | Reino Unido       | 11.01 | q                    |
| 10   | 2       | 8    | Zoe Hobbs               | Nova Zelândia     | 11.02 |                      |
| 11   | 1       | 4    | Daryll Neita            | Reino Unido       | 11.03 |                      |
| 12   | 3       | 6    | Natasha Morrison        | Jamaica           | 11.03 |                      |
| 13   | 2       | 4    | Mujinga Kambundji       | Suíça             | 11.04 | Recorde da temporada |
| 14   | 2       | 3    | Shashalee Forbes        | Jamaica           | 11.12 |                      |
| 15   | 3       | 8    | N'Ketia Seedo           | Países Baixos     | 11.17 |                      |
| 16   | 1       | 2    | Gina Lückenkemper       | Alemanha          | 11.18 |                      |
| 16   | 1       | 3    | Michelle-Lee Ahye       | Trinidad e Tobago | 11.18 |                      |
| 18   | 3       | 3    | Gina Bass               | Gâmbia            | 11.19 |                      |
| 19   | 1       | 8    | Zaynab Dosso            | Itália            | 11.19 |                      |
| 20   | 3       | 2    | Rani Rosius             | Bélgica           | 11.20 |                      |
| 21   | 2       | 9    | Jaël Bestué             | Espanha           | 11.25 |                      |
| 22   | 1       | 9    | Rosemary Chukwuma       | Nigéria           | 11.26 |                      |
| 23   | 2       | 2    | Boglárka Takács         | Hungria           | 11.26 |                      |
| 24   | 3       | 9    | Géraldine Frey          | Suíça             | 11.28 |                      |

### Final
A final fora disputada às 21:50 no dia 21 de agosto e o resultado oficial fora o seguinte:
Vento: +0.8 m/s.
| Pos.              | Raia | Corredora               | CON             | Tempo | Notas                 |
| ----------------- | ---- | ----------------------- | --------------- | ----- | --------------------- |
| Medalha de ouro   | 9    | Sha'Carri Richardson    | Estados Unidos  | 10.65 | Recorde do campeonato |
| Medalha de prata  | 4    | Shericka Jackson        | Jamaica         | 10.72 |                       |
| Medalha de bronze | 5    | Shelly-Ann Fraser-Pryce | Jamaica         | 10.77 | Recorde da temporada  |
| 4                 | 7    | Marie-Josée Ta Lou      | Costa do Marfim | 10.81 |                       |
| 5                 | 6    | Julien Alfred           | Santa Lúcia     | 10.93 |                       |
| 6                 | 1    | Ewa Swoboda             | Polónia         | 10.97 |                       |
| 7                 | 3    | Brittany Brown          | Estados Unidos  | 10.97 |                       |
| 8                 | 2    | Dina Asher-Smith        | Reino Unido     | 11.00 |                       |
| 9                 | 8    | Tamari Davis            | Estados Unidos  | 11.03 |                       |

Legenda
| Recorde mundial       | Recorde mundial (World record)               |                       | Recorde africano                      | Recorde africano (African) |                                           | Q | Classificado por posição (Qualified) |
| Recorde do campeonato | Recorde do campeonato (Championship record)  | Recorde da América    | Recorde da América (Americas)         | q                          | Classificado por melhor tempo (Qualified) |   |                                      |
| Melhor marca do ano   | Melhor marca do ano (World leading)          | Recorde asiático      | Recorde asiático (Asian)              | DNS                        | Não largou (Did not start)                |   |                                      |
| Recorde nacional      | Recorde nacional (National record)           | Recorde europeu       | Recorde europeu (European)            | DNF                        | Não terminou (Did not finish)             |   |                                      |
| Recorde pessoal       | Recorde pessoal do atleta (Personal best)    | Recorde da Oceania    | Recorde da Oceania (Oceania)          | DSQ / DQ                   | Desclassificado (Disqualified)            |   |                                      |
| Recorde da temporada  | Recorde da temporada do atleta (Season best) | Recorde sul-americano | Recorde sul-americano (South America) | NM                         | Sem marca (No mark)                       |   |                                      |